# Janice Murphy
Janice Murphy, férjezett neve Jan Cameron (Sydney, Új-Dél-Wales, 1947 – 2018. április 30.) olimpiai ezüstérmes ausztrál úszó, edző.

## Pályafutása
Az 1964-es tokiói olimpián 4 × 100 m gyors váltóban aranyérmet nyert Robyn Thornnal, Lynette Bell-lel, Dawn Fraserrel és Janet Turnerrel. 1966-ban Kingstonban a brit nemzetközösségi játékokon két ezüst- és egy bronzérmet szerzett.
1991-ben Új-Zélandra költözött. 2001-ben az új-zélandi úszóválogatott edzője lett, 2008-tól a válogatott szövetségi kapitánya volt.

## Sikerei, díjai
- Olimpiai játékok
  - ezüstérmes: 1964, Tokió (4 × 100 m gyors váltó)